# Cestrum raimondianum
Cestrum raimondianum är en potatisväxtart som beskrevs av Francey. Cestrum raimondianum ingår i släktet Cestrum och familjen potatisväxter. Inga underarter finns listade i Catalogue of Life.